# Pierre Fontanier
Pour les articles homonymes, voir Fontanier.
Pierre « Émile » Fontanier est un grammairien français né le 2 novembre 1765 à Moissac, commune de Neussargues-Moissac (Cantal) et mort le 18 mars 1844 dans cette même ville, spécialiste des figures de style. 
Il est l'auteur de deux manuels qui référencent et étudient de manière systématique les figures de style, et qui formèrent la base de l'enseignement de la rhétorique en France au XIXe siècle ; il s'agit du Manuel classique pour l'étude des tropes, ou Élément de la science des mots (1821) — qui sera adopté comme manuel d'enseignement pour les classes de seconde, notamment — et de Des figures autres que tropes (1827), pour les classes de Rhétorique (actuelle première).
Fontanier a également réédité en 1818 le Commentaire des tropes du grammairien du XVIIIe siècle César Chesneau Dumarsais.
Tombées en désuétude au XXe siècle, en même temps que l'étude de la Rhétorique, les œuvres de Fontanier ont connu un regain de faveur à partir de la publication par Roland Barthes de L'Ancienne rhétorique, et la réédition de ses ouvrages à partir de 1968 par Gérard Genette.

## Biographie

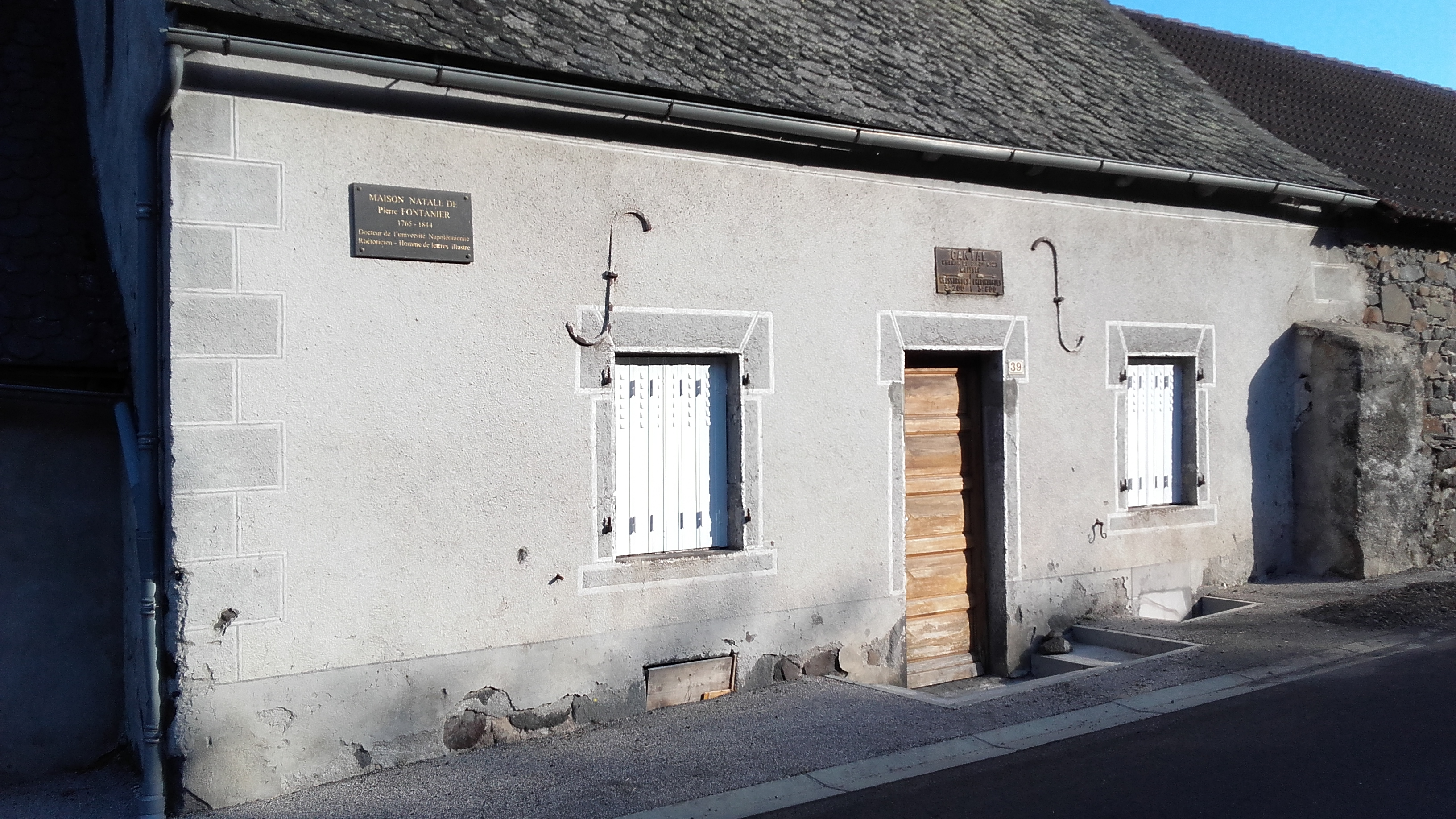
Maison natale de Pierre Fontanier à Moissac.

Pierre Fontanier est imprégné de la philosophie des Lumières durant sa jeunesse. Par conviction, il prête serment à la constitution civile du clergé le 23 janvier 1791. Le clergé cantalien étant majoritairement réfractaire, il devient vicaire du nouvel évêque constitutionnel Alexandre Thibaut. Le 21 octobre 1793, il se marie à Marie-Artonne, ancienne religieuse, puis allant plus loin dans le processus de déchristianisation, il abjure par deux fois. Par théisme, il se fait prénommer Emile, il est alors un activiste révolutionnaire, montagnard, qui participe à la Société populaire de Saint Flour en qualité de secrétaire. Puis, en 1794, il siège au comité de surveillance révolutionnaire de la ville. Mais après Thermidor, il est accusé d’être un soutien de Robespierre et cherche alors à se faire oublier.
De janvier à mai 1795, Pierre Fontanier est élève à l'école normale de Paris. Il enseigne ensuite dans l'école secondaire de Mende en Lozère, puis il est nommé professeur de grammaire générale à l'École centrale de l'Ardèche, installée à Tournon (Ardèche)  où elle fonctionna de 1799 à mai 1802. Il y était maître d'études dans la troisième section appelée Prytanée français, pour enseigner la grammaire générale et les belles-lettres. Il est ensuite successivement principal au collège de Romans en 1806, puis professeur d'humanité au lycée de Besançon où il semble être resté jusqu'en 1817. Il est alors nommé professeur à l'université de Rouen ainsi que secrétaire de l'Académie universitaire. C'est pendant cette période qu'il publie en 1818 Le commentaire des tropes de Dumarsais, en 1821 le Manuel classique pour l'étude des tropes, ou Éléments pour la science des mots, puis en 1827 le Traité général des figures du discours autres que tropes.
Le 14 août 1810 à Besançon, Pierre Fontanier marque l’histoire universitaire française en soutenant les premières thèses de doctorat ès lettres en France.  Il présente, conformément au système récemment mis en place, deux thèses, l’une de philosophie, en latin, l’autre de littérature ancienne et moderne, en français. La première, intitulée De animâ humana, comprenant sept pages dans sa version textuelle, traite de la substance de l’âme puis de ses facultés. La deuxième, qui compte douze pages, s’intitule La Comédie, son origine, sa nature, ses différentes espèces, son influence sur les mœurs. Après délibération, le jury, par la voix de son président Jean-Jacques Ordinaire, premier recteur de l’académie de Besançon, proclame Pierre Fontanier « admissible au grade du doctorat ». 
Devenu en 1820 membre de l'Académie des sciences, belles-lettres et arts de Rouen, il y fait entrer l'abbé Jean Labouderie (1776-1849), prédicateur de Notre-Dame, orientaliste et occitaniste réputé, originaire de Chalinargues, auteur du Christianisme de Montaigne et de la traduction en auvergnat de plusieurs livres de la Bible, comme le Livre de Ruth et la parabole de l'enfant prodigue.
En 1824, il rentre dans son pays natal où il sera conseiller municipal.
Pierre Fontanier appuie son œuvre sur la question des tropes qu'il réduit à trois figures exemplaires : la métonymie, la synecdoque et la métaphore.

## Œuvres
Premières éditions
- Discours sur la paix générale, suivi d'un hymne sur le même sujet, par le citoyen Fontanier, Valence, impr. de Marc Aurel, 1802 (an x), 34 p.Prononcé à Tournon, dans la fête du 18 brumaire an X
- César Chesneau Dumarsais, Pierre Fontanier, Les Tropes de Dumarsais, avec un commentaire raisonné, destiné à rendre plus utile que jamais, pour l'étude de la grammaire, de la littérature et de la philosophie, cet excellent ouvrage classique, encore unique en son genre, Paris, Belin-Le Prieur, 18182 volumes in-12
- Études de la langue française sur Racine, ou Commentaire général et comparatif sur la diction et le style de ce grand classique [...], Paris, Belin-Le Prieur, 1818, 690 p.La suite du titre est ainsi rédigée : pour servir comme de cours pratique de langue française, et suppléer à l'insuffisance des grammaires, surtout en ce qui concerne l'application des principes.
- Manuel classique pour l'étude des tropes, ou Élémens de la science du sens des mots, Paris, Belin-Leprieur, 1821 (réimpr. 1822, 1825, 1830), 344 p.Les 3e et 4e éditions ont été publiées par Maire-Nyon (Paris)
- La Clef des étymologies pour toutes les langues en général et pour la langue française en particulier, Paris, Brunot-Labbe, 1825, 344 p.
- Louis Racine, Pierre Fontanier, La Religion, poème de Louis Racine, mis à la portée d'un plus grand nombre de lecteurs, et enrichi, à la suite de chaque chant, d'un appendice consistant en plusieurs morceaux choisis de prose ou de poésie, Paris, Galerie de Bossange Père, 1825, 426 p.
- Nicolas Boileau, Pierre Fontanier, Le Boileau des collèges, ou Boileau réduit à ce qu'il peut avoir de plus utile pour les jeunes étudians et accompagné d'un commentaire propre à en faire un véritable livre de classe. L'Art poétique de Boileau, annoté par Pierre fontanier, Paris, Maire-Nyon, 1825
- Des Figures du discours autres que les tropes, Paris, Maire-Nyon, 1827, 356 p.Variantes de titre référencées : Des figures autres que tropes, ainsi que : Traité général des figures du discours autres que les tropes.

Éditions contemporaines
- Pierre Fontanier (préf. Gérard Genette), Les Figures du discours, Paris, Flammarion, 1968 (réimpr. 1977, 1996, 2009), 507 p.Rassemble le Manuel classique pour l'étude des tropes de 1821 et Des Figures du discours autres que les tropes de 1827.

Œuvres en ligne
- Pierre Fontanier, « Études de la langue française sur Racine… », sur Google Books (consulté le 7 février 2009)
- Pierre Fontanier, « La Clef des étymologies pour toutes les langues en général et pour la langue française en particulier… », sur Google Books (consulté le 7 février 2009)